# Uta no Prince-sama
Uta no Prince-sama (うたの☆プリンスさまっ♪ Uta no☆Purinsu-sama♪?, lit. Los príncipes del canto), estilizada como Uta no☆Prince-sama♪, es una popular franquicia de novelas visuales japonesas desarrolladas por Nippon Ichi Software y lanzadas por la compañía Broccoli. Una serie bien conocida en Japón, Uta no Prince-sama ha sido adaptada a una serie de anime de cuatro temporadas, series de manga, CD dramas, CD y libros de arte.

## Argumento
Con sueños de convertirse en compositora y escribir algún día una canción para su ídolo, Haruka Nanami ingresa a la Academia Saotome, una prestigiosa academia de artes musicales. Si aprueba allí, podría ser contratada por la Agencia Shining tras la graduación. Sin embargo, pronto se dará cuenta de que su sueño no será nada fácil de cumplir al estar rodeada de cantantes y compositores talentosos. Por si fuera poco, su profesor es un popular idol, el director de la academia ha vendido millones de discos y la academia en sí es un lugar excéntrico donde cualquier cosa podría suceder.

## Personajes

### Principales
Haruka Nanami (七海 春歌 Nanami Haruka?)
Voz por: Miyuki Sawashiro
Doblaje (Hispanoamérica): Pamela Mendoza
Haruka se inscribe en la Academia Saotome con el propósito de convertirse en compositora y así cumplir su sueño de crear una canción para Hayato, un famoso cantante a quien admira. Es una chica tímida y algo torpe, pero con un gran talento para componer. En el juego el jugador puede escoger entre la clase A y S, en el anime pertenece a la clase A.
Tokiya Ichinose (一ノ瀬 トキヤ Ichinose Tokiya?)
Voz por: Mamoru Miyano
Doblaje (Hispanoamérica): Dan Frausto
Un muchacho frío y perfeccionista de la clase S que dice ser el hermano gemelo de Hayato. A pesar de su amplio talento vocal (afirma que su voz es el mejor instrumento), sus canciones son algo frías. En realidad, él es Hayato, pero quiere debutar bajo su verdadero nombre y cantar de verdad.
Otoya Ittoki (一十木 音也 Ittoki Otoya?)
Voz por: Takuma Terashima
Doblaje (Hispanoamérica): Iván Bastidas
Es un compañero de Haruka en la clase A, es una persona amigable y positiva que disfruta del canto. Es compañero de habitación de Tokiya. Demuestra un gran aprecio por Haruka el cual se transforma en amor en el transcurso de la serie y piensa que alcanzará sus objetivos al lado de ella. Otoya es huérfano y quiere convertirse en idol para buscar a su padre (su madre le dijo antes de morir que su padre era un idol). En el juego se demuestra que su verdadero padre es el director de la academia, y que en realidad su madre no murió en un accidente de avión, sino que llegó a Agnapolis donde tuvo una relación amorosa con el rey, de la que nació Cecil.
Masato Hijirikawa (聖川 真斗 Hijirikawa Masato?)
Voz por: Ken'ichi Suzumura
Doblaje (Hispanoamérica): Carlos Domínguez
Es estudiante de la clase A, hijo mayor y heredero del Grupo Hijirikawa. Fue criado en un ambiente estricto, por lo que es muy serio. Su forma de pensar es un poco anticuada y es incapaz de mostrar su verdadero yo debido a su personalidad seria. Sabe tocar el piano y desea dedicarse a la música a pesar de la oposición de su padre. Parece haber algún tipo de rivalidad entre él y Ren, con quien comparte habitación. 
Natsuki Shinomiya (四ノ宮 那月 Shinomiya Natsuki?)
Voz por: Kishō Taniyama
Doblaje (Hispanoamérica): Rafael Escalante
Es otro compañero de la clase A, toca la viola, a pesar de que solía tocar el violín. Tiene una afición extrema por las cosas lindas, que lo llevó a tomar el gusto por Haruka. Natsuki cree que ella es la única persona que entiende su música. Comparte habitación con Syo, a quien considera tan lindo como Haruka y disfruta cocinar, pero su comida suele ser infernal. Natsuki padece de un trastorno de identidad disociativo y tiene una doble personalidad; su otro lado más oscuro lleva el nombre de "Satsuki" y es una persona muy violenta, habiendo enviado a más de 50.000 personas al hospital. Sin embargo, Satsuki tiene gran talento para componer y es considerado un genio en este campo, aunque sea algo vanidoso.
Ren Jingūji (法隆寺 蓮 Jingūji Ren?)
Voz por: Jun'ichi Suwabe
Doblaje (Hispanoamérica): Ferso Velázquez
Compañero de cuarto de Masato. Es el tercer hijo de la familia Jinguji, por lo que él y Masato se conocen desde niños. Toca el saxofón y le gusta coquetear con las mujeres. En el anime, él, junto con Otoya, ayuda a defender a Haruka cuando los funcionarios se negaron a dejar que tomase el examen de ingreso. Ren se refiere a Haruka como "Lady" en las novelas, y en el anime como "corderita" y "ovejita", aunque también en el anime la llama lady.
Syo Kurusu (来栖 翔 Kurusu Syo?)
Voz por: Hiro Shimono
Doblaje (Hispanoamérica): Héctor Ireta de Alba
Es el compañero de habitación de Natsuki, así como también su amigo de la infancia. Es muy popular entre las chicas de la academia por sus aspecto infantil. Alegre y enérgico, toca el violín y es un gran admirador de su profesor, Ryūya Hyūga, desde que vio la película "El príncipe de las peleas". También se dio a conocer que le tiene miedo a las alturas, aunque sólo en el anime. Tiene un hermano gemelo, Kaoru.
Cecil Aijima (愛島 セシル Aijima Cecil?)
Voz por: Kōsuke Toriumi
Doblaje (Hispanoamérica): Luis Navarro
Es el príncipe de Agnapolis, quien por una maldición fue transformado en un gato, al cual acogió Haruka y le nombró Kuppuru (クップル Kuppuru?). Tras escuchar sus canciones, Cecil vuelve a su forma humana y decide ser idol para cantar las canciones de Haruka. En la segunda temporada obtiene más protagonismo y se vuelve integrante de la banda Starish. En el juego se revela que es medio hermano de Otoya.

### Senpais
Reiji Kotobuki (寿 嶺二 Kotobuki Reiji?)
Voz por: Morikubo Showtaro
Doblaje (Hispanoamérica): Alan Juárez
Es el senpai de Otoya y Tokiya. Un chico enérgico y alegre al que le gusta poner motes a la gente. También le gusta gastarle bromas a Ranmaru, aunque en el fondo tiene un lado serio. Su instrumento son las maracas.
Ranmaru Kurosaki (黒崎 蘭丸 Kurosaki Ranmaru?)
Voz por: Tatsuhisa Suzuki
Doblaje (Hispanoamérica): Óscar López
Es el senpai de Masato y Ren. Ranmaru es un idol atípico; le gusta el rock y solía tocar el bajo en una banda. Suele pelearse con Camus, y a pesar de su apariencia poco amigable, tiene un lado dulce. También sabe cocinar y trabajó durante un tiempo como cocinero a media jornada en un restaurante. Él, Masato y Ren fueron amigos de la infancia, ya que los tres son herederos de familias poderosas.
Ai Mikaze (美風 藍 Mikaze Ai?)
Voz por: Shōta Aoi
Doblaje (Hispanoamérica): Diego Becerril
Es el senpai de Natsuki y Syo. Ai es trabajador y estricto, y se dice que ningún idol ha aguantado más de un mes bajo su supervisión. En la novela, se revela que en realidad es un robot (su nombre, Ai, viene de Artificial Intelligence (Inteligencia Artificial); utiliza el sintetizador.
Camus (カミュ Kamyu?)
Voz por: Tomoaki Maeno
Doblaje (Hispanoamérica): Ismael Verástegui
Es conde del país de Permafrost y el senpai de Cecil en el anime; toca el chelo.

### Secundarios
Tomochika Shibuya (渋谷 友千香 Shibuya Tomochika?)
Voz por: Yūka Imai
Doblaje (Hispanoamérica): Diana Nolan
Es la mejor amiga, compañera de clase y de habitación de Haruka. Su sueño es ser idol.
Ringo Tsukimiya (月宮 林檎 Tsukimiya Ringo?)
Voz por: Yūichi Nakamura
Doblaje (Hispanoamérica): Carlos Siller
Es el profesor a cargo de la clase A. Es un idol masculino que viste como mujer. 
Ryūya Hyūga (日向 龍也 Hyuuga Ryuuya?)
Voz por: Kōji Yusa
Doblaje (Hispanoamérica): Julio Bernal
Es el profesor encargado de la clase S y es además un reconocido actor. En el pasado también fue idol, pero después se convirtió en actor.
Kaoru Kurusu (来栖 薫 Kurusu Kaoru?)
Voz por: Yūki Kaji
Doblaje (Hispanoamérica): por confirmar
Es el hermano gemelo de Syo que, a diferencia de él, no quiere ser idol, sino médico. Sólo aparece en la primera novela y como cameo en el OVA.
Shining Saotome (シャイニング早乙女 Saotome Shining?)
Voz por: Norio Wakamoto
Doblaje (Hispanoamérica): Rolando de Castro
Es el director de la Academia Saotome. Fue muy famoso y gracias al éxito de su sencillo "Owing to Love", fue capaz de construir la Academia Saotome. Tiene el hábito de espiar a los estudiantes y aparecer en cualquier momento. En el pasado, tuvo una relación con la madre de Otoya.

## Media

### Anime
En marzo de 2011, la revista Newtype anunció la adaptación a una serie de anime basada en la franquicia de novelas visuales, la cual sería estrenada en el verano del mismo año. La serie fue producida por A-1 Pictures, dirigida por Yū Kō, escrita por Tomoko Konparu y cuenta con diseño de personajes de Mori Mitsue. Comenzó su transmisión por Tokyo MX y Gunma TV el 3 de julio de 2011. El servicio de streaming Niconico transmitió la serie simultáneamente en Estados Unidos, Canadá, Reino Unido, Australia, Nueva Zelanda y Sudáfrica.
Sentai Filmworks licenció la primera y la segunda temporadas para su estreno en 2014, así como la tercera y la cuarta. Muse Communication licenció la serie en el Sudeste Asiático. En abril de 2021, Anime Onegai adquirió los derechos de transmisión de la primera y segunda temporada de la serie en América Latina junto con su doblaje latino.
Una segunda temporada fue estrenada el 4 de abril de 2013 bajo el nombre de Uta no Prince-Sama Maji Love 2000%. En diciembre de 2013, fue lanzado un OVA. Durante un evento de la serie se anunció una tercera temporada que se emitirá bajo el nombre de Uta no Prince-sama Maji Love Revolutions a partir de abril de 2015. Una cuarta temporada fue emitida entre el 1 de octubre y 24 de diciembre de 2016.